# ۷۷۸ (خورشیدی)
۷۷۸ هفتصد و هفتاد و هشتمین سال هجری خورشیدی است.